# Xylariales
Le Xylariales sono un ordine di funghi della classe Sordariomycetes (noti anche come Pyrenomycetes), sottodivisione Pezizomycotina, divisione Ascomycota. È l'unico ordine della sottoclasse Xylariomycetidae. L'ordine delle Xylariales è stato descritto nel 1932 dal micologo svedese John Axel Nannfeldt,  mentre la sottoclasse Xylariomycetidae da Ove Erik Eriksson e Katarina Winka nel 1997.